# Sant'Angelo in Vado
Sant'Angelo in Vado (Sant'Angël o Sant'Ang'le in dialetto gallo-piceno; anticamente Tifernum Mataurense) è un comune italiano di 3 883 abitanti della provincia di Pesaro e Urbino nelle Marche. Fu sede vescovile, ora unita nell'arcidiocesi di Urbino-Urbania-Sant'Angelo in Vado.

## Storia
(Michel de Montaigne, Journal de Voyage en Italie / Giornale di Viaggio in Italia, 1581)
Sant'Angelo in Vado sorge sulle rovine dell'antica città romana di Tifernum Mataurense, denominazione che deriva da tipher o tifia, pianta acquatica che si sviluppa nelle zone paludose. Lo studio della pianta della Tifernum, ricostruita in base alle informazioni ottenute con le operazioni di scavo e con le interpretazioni aerofotografie, porta alla constatazione che la città aveva forma quadrata, con i classici cardo e decumano incrociati secondo il tipo urbano del castrum. L'esistenza dell'antico municipio romano è attestata dai molti reperti archeologici ritrovati e oggi conservati nell'Antiquarium della città. Si ritiene che questa, dopo l'avvento del cristianesimo, fosse sede vescovile.
La lunga guerra tra Bizantini e Ostrogoti durante il VI secolo interessò anche il territorio della Tifernum Mataurense, che subì la totale distruzione. I Longobardi ricostruirono il nuovo abitato sulle rovine della città romana quasi completamente ricoperte dai terreni alluvionali, e lo dedicarono all'arcangelo Michele, di qui il nome di Sant'Angelo. La seconda parte del nome "in Vado" fu aggiunta successivamente e sarebbe da attribuire al fatto che per raggiungere i due tronconi della città adagiata sulle rive del fiume, si dovesse "guadare" il fiume Metauro. Secondo un'altra interpretazione invece la parola è collegata al guado, una pianta che cresce piuttosto abbondante lungo le rive del fiume e dalla quale, attraverso un opportuno procedimento, si estraeva un inchiostro scuro utilizzato per stampe e la tintura dei tessuti.
Sullo scorcio del medioevo Sant'Angelo in Vado fu capitale della Massa Trabaria, provincia forestale dello Stato della Chiesa. Qui si radunava il parlamento della Provincia di Massa Trabaria che comprendeva il territorio incluso tra Cagli-Urbino e l'Appennino. La città nel tempo ha avuto giurisdizione anche sui contigui castelli di Sorbetolo, Ca' Resto (entrambi della famiglia degli Ubaldini), Baciuccaro e Monte Majo, così come sulla torre e podere dei Bensi, acquistato da Giulio Bensi, un tempo al servizio delle milizie della corte toscana. Il governo temporale della città era affidato a un magistrato composto da un gonfaloniere appartenente alla nobiltà, tre priori appartenenti a città, arti e contado, e controllato da un consiglio costituito da cittadini e nobiltà.
Nel luglio del 1849 di qui passò Giuseppe Garibaldi in fuga dopo la caduta della repubblica romana. Nel 1860-61 viene a far parte del Regno d'Italia.

### Simboli
Lo stemma comunale è uno scudo d'argento, alla croce di rosso. Il gonfalone è costituito da un drappo di bianco fiancheggiato a destra di rosso.

## Monumenti e luoghi d'interesse

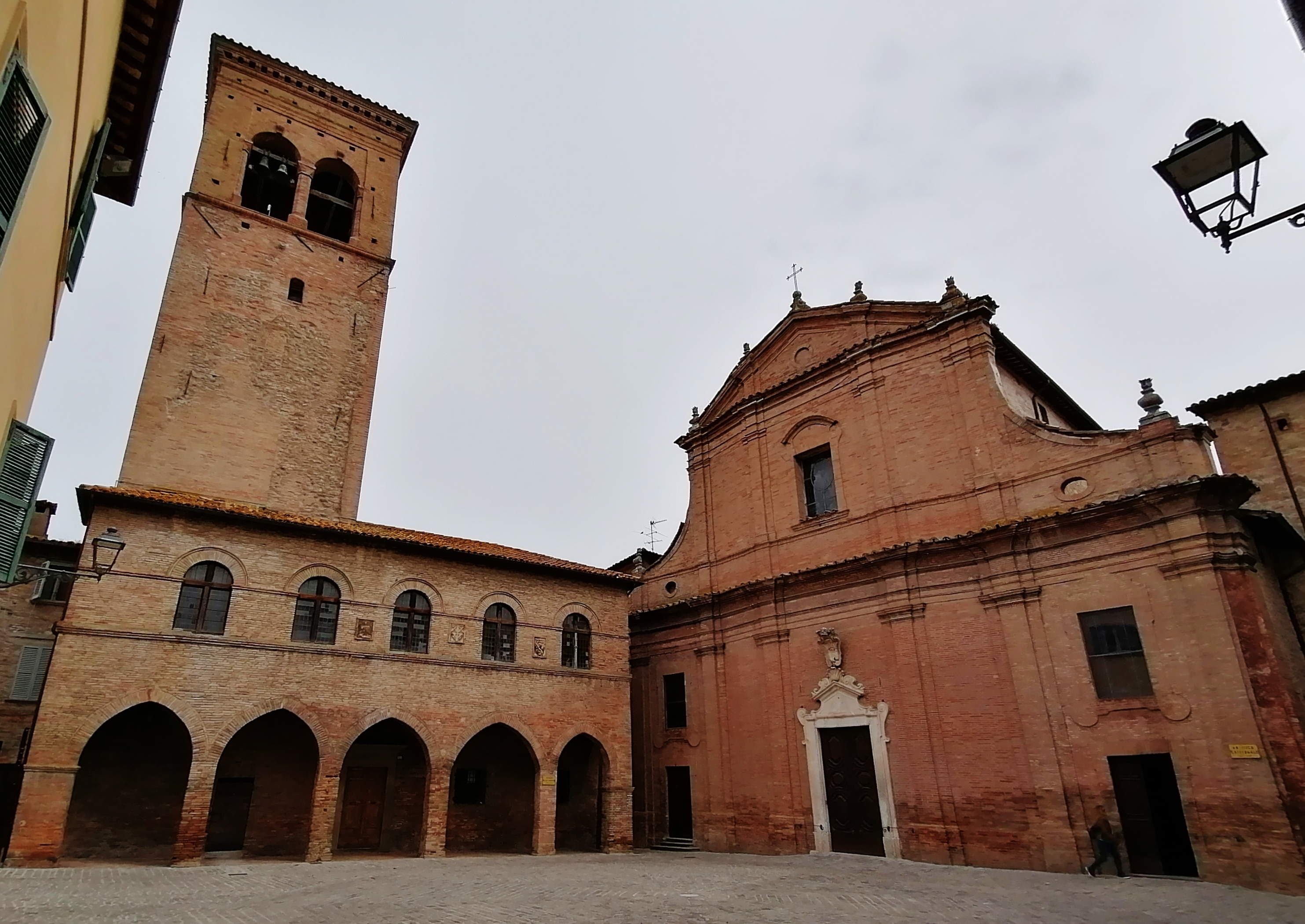
Il Duomo e il Palazzo comunale.

### Architetture religiose[5]
- Concattedrale di San Michele Arcangelo: la Concattedrale dell'arcidiocesi di Urbino-Urbania-Sant'Angelo in Vado è il principale luogo di culto cattolico della cittadina, cattedrale della diocesi di Sant'Angelo in Vado-Urbania fino al 1986. Si trova in piazza Pio XII, vicino al Palazzo della Ragione.

- Chiesa di San Filippo Neri. La facciata principale prospetta a sud su piazza Umberto I, all'altezza dell'imbocco di via Maremma. In origine sul sito sorgeva un oratorio dedicato alla Vergine della Concezione, eretto nel XVI secolo, di cui ne restano alcune tracce dell'antico portale murato (vicino all'attuale, verso via Maremma) sul quale vi è un piccolo rilievo in arenaria, raffigurante la Vergine che discende sulla Terra. La chiesa fu ristrutturata nella forma attuale entro il primo decennio del XVII secolo, come voto fatto dal Comune, per impetrare la grazia affinché nascesse un erede maschio del ducato. L'interno assunse una pianta ottagonale, ad aula unica, coperta da una cupola. Gli altari e altri oggetti di culto sono opera dell'artigianato locale del primo seicento, attribuibili a Giovanpietro Zuccari. La calotta della cupola è decorata da affreschi a tempera[6], incorniciati da stucchi dorati, raffiguranti alcune scene della vita della Vergine, sui quattro spicchi, alternati dalle figure delle Sibille; risalenti alla fine degli anni venti del XVII secolo e attribuibili all'artista August Albrecht von Wallenstein. Sull'altare di sinistra, detto del Crocifisso, si trova una grande custodia lignea e dipinta esternamente ed internamente con scene raffiguranti un'Annunciazione e Longino e il centurione, opera di Raffaellino del Colle. Sotto a tale custodia, sull'altare si trova il reliquiario di Sant'Ubaldo, dono della popolazione di Gubbio ai vadesi in occasione della ristrutturazione seicentesca dell'edificio. Invece sull'altare di destra spicca la pala del pesarese Giovan Giacomo Pandolfi, raffigurante Federico Ubaldo raccomandato alla Vergine col Bambino da Sant'Ubaldo, San Michele Arcangelo e San Giovanni Battista (1614). Mentre sull'altare maggiore si trova una statua lignea dorata della Vergine, attribuita a Lorenzo Ghiberti. La chiesa ospitò anche la tela dello Schiaminossi, oggi nella vicina chiesa di Santa Caterina. Nel XVIII secolo la chiesa fu intitolata a San Giuseppe, quando vi s'insediò l'omonima confraternita, trasferitasi dalla chiesa di Santa Maria degli Angeli, in tale occasione fu commissionata al pittore vadese Francesco Mancini, l'esecuzione di una tela raffigurante Il transito di San Giuseppe da collocare sull'altare maggiore, andando a coprire la statua della Vergine. Pochi decenni dopo, la chiesa assunse l'attuale denominazione. All'interno vi si conserva anche una tela di Taddeo Zuccari, raffigurante una Madonna degli Angeli, proveniente dall'omonima chiesa.
- Chiesa di Sant'Eusebio. La Chiesa di Sant'Eusebio è un luogo di culto di Sant'Angelo in Vado, in provincia di Pesaro e Urbino. Appartiene alla parrocchia di San Michele Arcangelo e rientra nell'arcidiocesi di Urbino-Urbania-Sant'Angelo in Vado. Risale al XIII secolo.[7][8]
- Ex convento di San Francesco. Si trova in via Roma, ai margini del centro storico. Si tratta dell'antico convento dei padri francescani, che si stabilirono in città verso la fine del XIII secolo ed eressero il convento agli inizi del secolo successivo. La chiesa odierna è frutto di una ristrutturazione avvenuta tra XVII e XVIII secolo, rimasta incompiuta come attesta la facciata principale. Ha però conservato il portale trecentesco in pietra, ogivale e strombato, nella lunetta al centro vi era raffigurata una Madonna in trono tra i santi Francesco e Bonaventura. Il convento fu soppresso durante l'occupazione francese agli inizi del XIX secolo e non fu ripristinato neanche con la Restaurazione, dato che fu adibito a seminario diocesano. L'interno, riccamente ornato da stucchi, si sviluppa a croce latina, con cinque cappelle gentilizie su ciascuno dei due lati della navata centrale. All'incrocio tra navata, transetto e presbiterio, si sviluppa nella parte superiore una tribuna con cupola intradossata[9]. Il presbiterio è chiuso da un'abside semicircolare, con coro ligneo e una pala raffigurante San Francesco in gloria con la Madonna e altri Santi. L'organo risale agli inizi del XIX secolo ed è attribuito alla bottega di Gaetano Callido.
- Chiesa di Santa Caterina "delle bastarde". In origine fu legata alla confraternita di Santa Caterina del Gonfalone, che gestiva un ospedale per i pellegrini e un orfanotrofio. La chiesa ha un ingresso principale, a nord, su via Maremma, contrassegnato da un portale in pietra a sesto acuto, risalente alla prima metà del XV secolo. Mentre un secondo ingresso più recente (XVI secolo ca), sul lato orientale, verso Piazza Umberto I, immette nella sacrestia. L'interno è ad aula unica, voltata a botte, alla base della volta vi è una trabeazione, sul cui fregio corre un'iscrizione del 1562, legata al momento in cui fu dedicato l'edificio liturgico. Le pareti interne sono interamente e riccamente decorate da stucchi, opera dell'artista durantino Tommaso Amantini (seconda metà del XVII secolo); vi sono nelle nicchie anche una serie di statue, raffiguranti i Dottori della Chiesa e le Virtù Cardinali. La chiesa ha tre altari: sul maggiore è una pala di Raffaello Schiaminossi raffigurante la Decapitazione di Santa Caterina, collocabile tra gli ultimi anni del XVI secolo e i primi del XVII, una delle opere più importanti del tardo rinascimento in ambito locale, esempio di commistione tra elementi della maniera centro-italiana e influenze nordiche.[10]

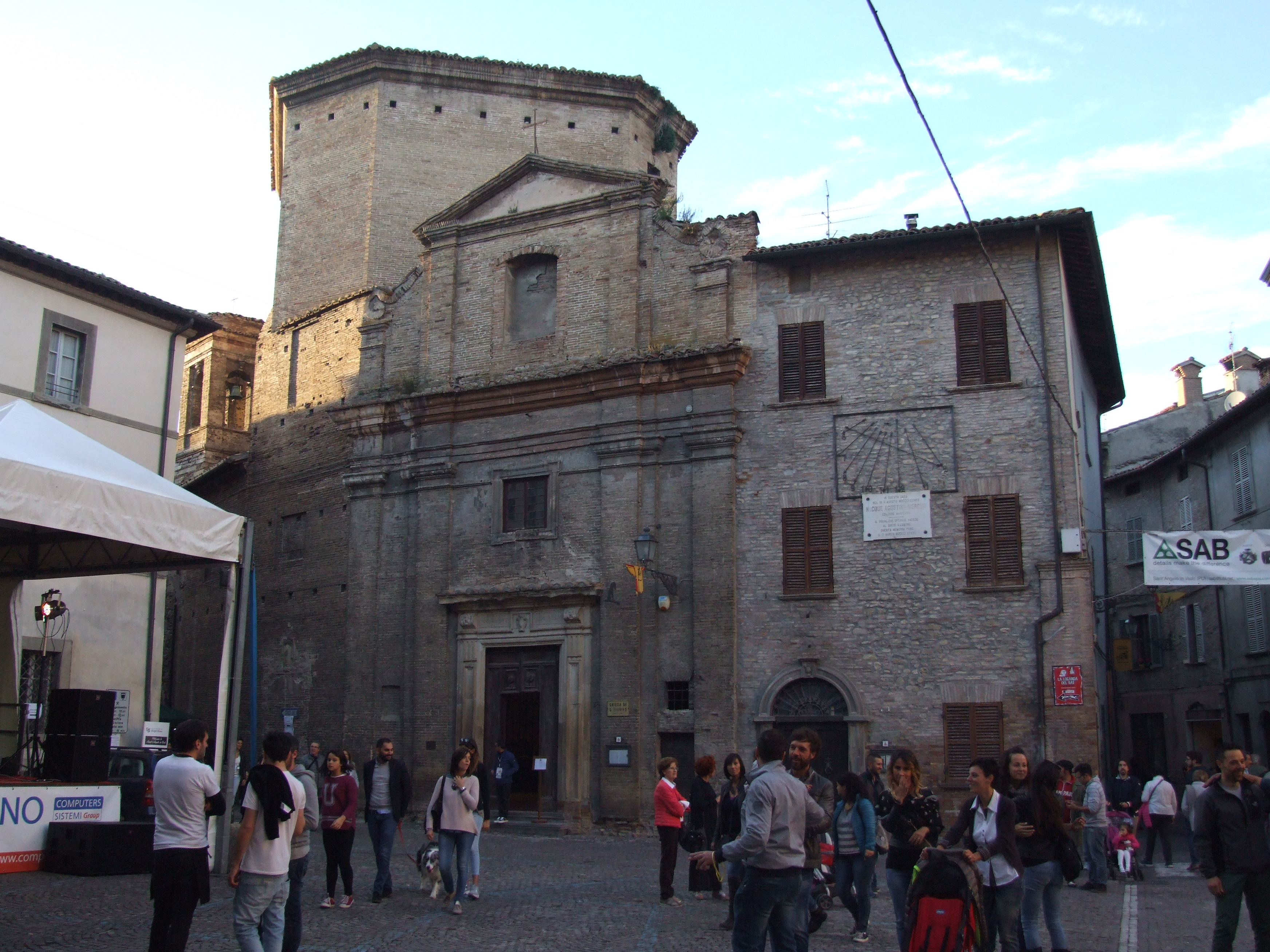
Chiesa di San Filippo Neri.

- Ex convento di Santa Chiara. Si trova in corso Garibaldi, la chiesa esternamente presenta un aspetto molto sobrio tanto da farla confondere con gli edifici contigui. È ad aula unica rettangolare, con tre altari (Il maggiore e due laterali), con volta a padiglione. Verso la strada prospetta con il suo lato lungo, caratterizzato da due portali (uno murato) e due finestre, architravati, quest'ultime in asse coi portali; la muratura è intonacata. Un primo monastero fu costruito fuori le mura, verso il IV secolo, ma fu poi distrutto dai Goti nel VI secolo. Il monastero fu ricostruito nel sito odierno, tra XI e XII secolo, quando fu retto da un ordine benedettino. Nel secolo successivo passò all'ordine delle clarisse. Il convento fu ristrutturato grazie alle donazioni di Papa Sisto V, legato all'ordine, in quanto era stato loro confessore. Fu nuovamente ristrutturato per risanare i danni provocati dal sisma del 1781, sotto il vescovo Zamperoli, il cui stemma fu apposto nei corridoi conventuali. Le clarisse lasciarono l'edificio, sul finire del XIX secolo, passandolo all'ordine delle Figlie del Sacro Cuore, che vi istituirono un orfanotrofio, perdurato fino alla fine del XX secolo. Il convento (esclusa la chiesa) fu poi ceduto e vi è stata aperta una struttura alberghiera. La chiesa presenta un pregevole portone settecentesco, riccamente decorato; inoltre al suo interno conserva una cimasa, raffigurante Il Padre eterno tra angeli e Santi oranti, attribuita a Luca della Robbia. Invece la volta è adornata dall'affresco dell'urbinate Girolamo Cialdieri con Scene della vita di Santa Chiara (1634) e su un altare laterale si trova la tela del pesarese Giovan Giacomo Pandolfi, raffigurante Sant'Agata (1604-16)[11].

- Chiesa di Santa Caterina "del Corso". Sorge, con la sua imponente facciata barocca in laterizio a vista, lungo corso Garibaldi, davanti a palazzo Grifoni, sull'angolo con la via eponima. L'interno è ad aula unica, voltata a botte, riccamente decorata da stucchi. Verso la seconda metà del XIII secolo, nel sito fu eretto il monastero delle Serve di Maria, nella località nota come Pratello di Santa Maria, grazie alle donazioni della contessa Simona da Perugia. Sul finire del secolo, le monache scambiarono il monastero con quello del ramo maschile del medesimo Ordine, sulla stessa strada. Nella seconda metà del XV secolo, il convento fu ampliato, sotto la guida del beato Girolamo Ranuzzi. Il convento fu gravemente lesionato dal terremoto del 1781, che determinò la sua completa ricostruzione. Nel 1879, un incendio distrusse il coro e parte del presbiterio, che vennero poi rifatti. Il convento fu soppresso nel 1986 e l'edificio passò alla diocesi, che la usa per celebrare le funzioni liturgiche, come cappella invernale della vicina concattedrale[12].

- Chiesa di San Bernardino da Siena. Situata all'estremità orientale del centro storico, nella via eponima. Risale all'antico monastero di Sant'Angelo, legato all'ordine delle clarisse, giunte in città verso il XIV secolo. Chiesa e monastero furono eretti nella prima metà del XV secolo, a ridosso della cinta muraria. La chiesa fu decorata nel XVI secolo, ma a conferirgli l'aspetto odierno, almeno internamente, fu una ristrutturazione tra XVII e XVIII secolo. Il monastero fu soppresso, durante l'occupazione francese, agli inizi del XIX secolo e ristrutturato per ospitare vari appartamenti, mentre l'interno della chiesa è rimasto inalterato seppur svuotato di tutti i suoi arredi e suppellettili, trasferiti nel museo diocesano. Dopo decenni di abbandono, alla metà degli anni settanta del XX secolo, fu restaurata e riaperta al culto, con il distacco dell'altare dal muro, in ossequio alle nuove norme conciliari. Agli inizi degli anni dieci del XXI secolo, crollò una parte della volta, in seguito alle infiltrazioni provocate da una perdita di acqua dagli appartamenti soprastanti; per cui fu dichiarata inagibile e chiusa al pubblico. All'esterno sopravvive il portale in pietra della chiesa, in stile rinascimentale, architravato e modanato, riportante nella parte superiore l'immagine dell'Agnus Dei ed il monogramma cristologico di San Bernardino da Siena. L'interno della ex chiesa è ad aula unica rettangolare ed ospitò la tela di Giovan Giacomo Pandolfi, raffigurante l'Immacolata Concezione tra i Santi Bernardino e Francesco[13].

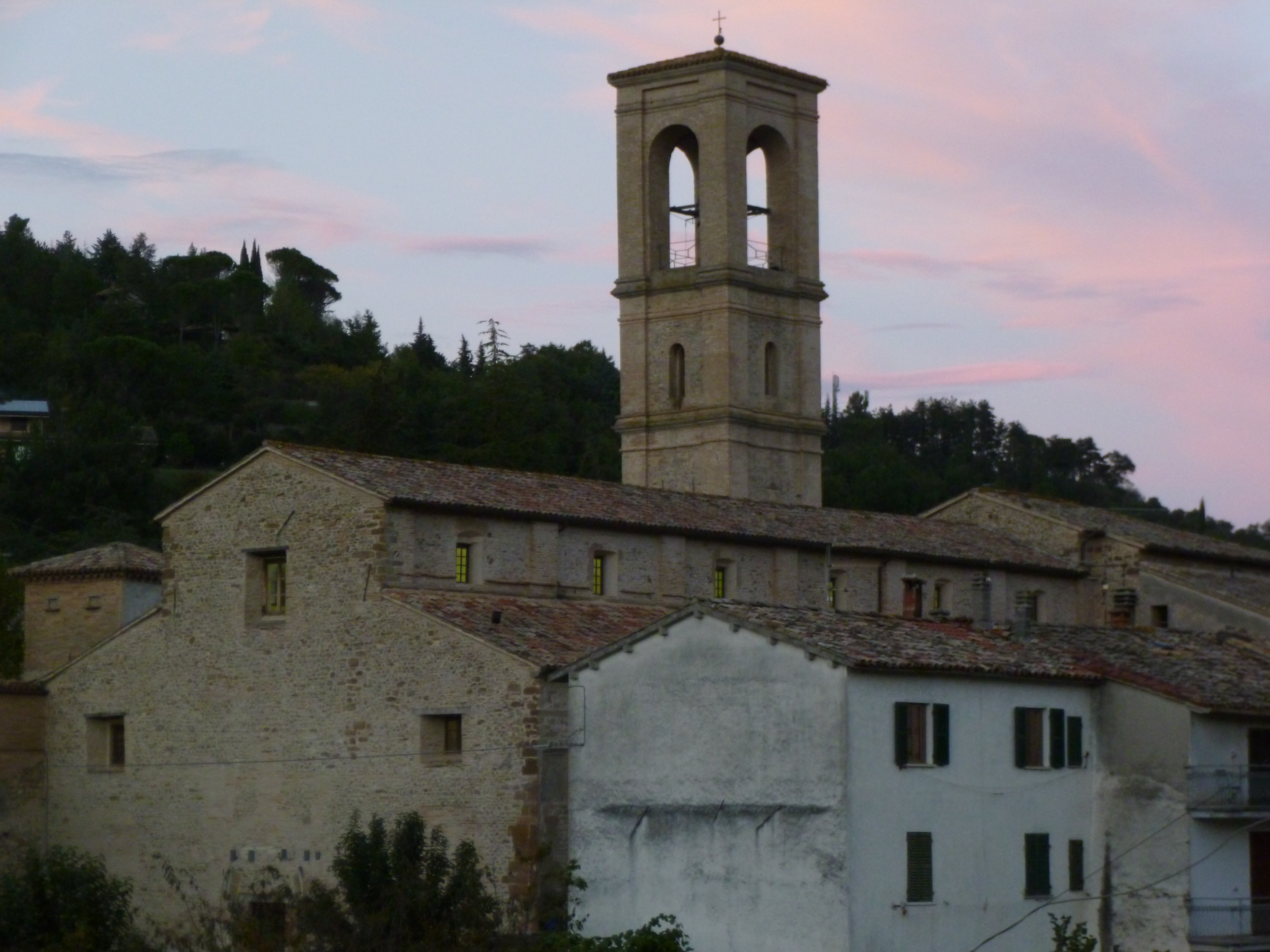
Sant'Angelo in Vado - Chiesa di Santa Maria extra muros - 002

- Chiesa di Santa Maria dei Servi o extra muros. Sorge a nord, sull'altra sponda del Metauro. La costruzione fu avviata nella prima metà del XIV secolo, ma il completamento avvenne solo qualche secolo dopo. Nella sua forma originaria presentava, sulla facciata, un portico con tre portali ogivali e tre rosoni. Il campanile fu eretto nel XV secolo, mentre la chiesa fu terminata entro la seconda metà del XVI secolo, quando fu realizzato anche il nuovo portale in arenaria sulla facciata meridionale, grazie al contributo di due famiglie cittadine. Il portico esterno rimase fino alla prima metà del XVIII secolo. Verso la metà del XX secolo, la chiesa fu liberata da alcune superfetazioni aggiunte nei secoli. Negli anni cinquanta fu sostituito l'antico pavimento in cotto, con le lastre tombali, da uno nuovo in marmo. La chiesa è stata adeguata alle norme post-conciliari, mediante il distacco dell'altare maggiore dal muro. Il campanile è stato restaurato dopo il terremoto del 1997. Nel 2014 la chiesa è passata sotto la gestione diretta dell'arcidiocesi. Il vasto interno, con pianta basilicale a croce latina, suddivisa in tre navate con presbiterio quadrato, conserva diverse opere d'arte: l'altare seicentesco della famiglia Grifoni custodisce un rilievo in bronzo raffigurante la Vergine assunta in cielo tra Angeli musicanti attribuito a Lorenzo Ghiberti. In chiesa sono anche una pala di Raffaellino del Colle con la Madonna col Bambino e San Giovannino tra i Santi Antonio Abate, Pietro, Paolo, Giuseppe e il committente, firmata e datata 1543,[14] e un'altra di Raffaello Schiaminossi raffigurante la Madonna della Ghiara, impostata su prototipi parmensi,[15] mentre sull'altare maggiore è conservata una teca con le reliquie del Beato Girolamo Ranuzzi.[16]

- Chiesa della Madonna del Riscatto o Madonna Grande. Situata poco distante dal centro storico, ad ovest, sulla strada che conduce a Mercatello sul Metauro. Fu la chiesa dell'Ordine dei Cavalieri di Malta, fino al 1632, quando l'Ordine vendette gran parte dei suoi beni nel territorio[17].

- Monastero di Santa Maria delle Grazie. Sorge sulla cima di un colle ad un 1 km a sud dal centro storico. Fu eretto verso la metà degli anni ottanta del XX secolo ed è retto dalle monache Serve di Maria, la cui presenza nella cittadina risale al XV secolo, quando risiedevano in un monastero all'interno della cinta muraria. Poi verso gli inizi del XX secolo, si trasferirono in un altro monastero, precedentemente occupato dalle monache benedettine.[18][19]

- Ex convento di Santa Maria degli Angeli. Sorge fuori dal centro storico della cittadina, ad un 1 km circa a sud-ovest da essa, lungo la strada per Mercatello sul Metauro. Il convento fu eretto nel primo decennio del XVI secolo, per volontà della duchessa Elisabetta Gonzaga, retto dai Frati Zoccolanti. La comunità francescana vi rimase fino all'Unità d'Italia, quando furono confiscati tutti i beni ecclesiastici e l'edificio passò al Comune, che decise di sistemare nell'antico orto conventuale, il cimitero cittadino. L'ultimo frate abbandonò il convento sul finire del XIX secolo. La struttura è stata restaurata agli inizi del XXI secolo[20].
- Eremo di Caresto. L'Eremo di Caresto è un piccolissimo nucleo abitato che poggia sull'omonimo colle a 451 m di quota; dista circa 2 km a Ovest dal centro di Sant'Angelo in Vado. Ebbe origine come insediamento militare nell'alto medioevo con funzione di avvistamento e controllo del territorio; dal XVII secolo perse gradualmente di importanza per trasformarsi in un insediamento abitativo rurale. Attualmente è sede della Comunità di Caresto, centro di spiritualità matrimoniale specifico per coppie di sposi e fidanzati.

- Ex convento dei Cappuccini

### Architetture civili

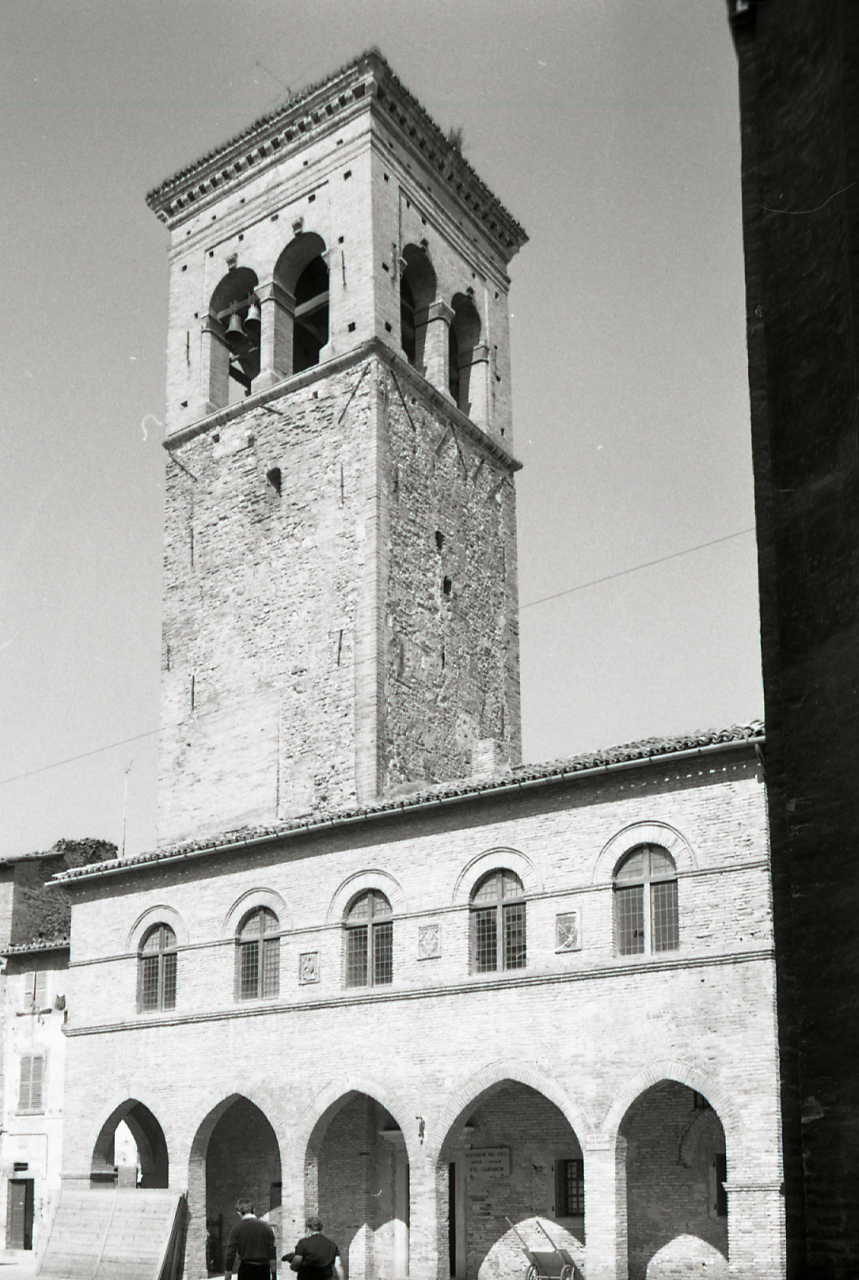
El Campanon in uno scatto di Paolo Monti.

- Palazzo della Ragione o "El Campanon"
- Palazzo Fagnani. La facciata principale prospetta sul lato orientale di piazza Umberto I. Il palazzo risale al XVIII secolo, ma divenne sede del municipio solo a partire dagli anni trenta del XIX secolo. All'interno è custodita una pala dipinta da Federico Zuccari nel 1603 con la Madonna in trono tra Santi e membri della famiglia, proveniente dalla Chiesa di Santa Caterina, particolarmente interessante per la rappresentazione vivace ed intima dei familiari.[21]
- Palazzo Nardini - Ridarelli
- Palazzo Grifoni
- Palazzo Clavari
- Teatro "Federico e Taddeo Zuccari". Situato sull'angolo sud-occidentale di piazza Umberto I, davanti alla chiesa di San Filippo. Risalente al XVII secolo, fu però rifatto più volte, fino alla ristrutturazione degli anni venti del XX secolo, che comportò l'eliminazione dei tre ordini di posti e la loro sostituzione con l'odierna galleria in cemento.

### Siti archeologici
- Area archeologica di Tifernum Mataurense[22]
  - Domus del Mito
  - Terme romane di Tifernum Mataurense[23]

### Aree naturali

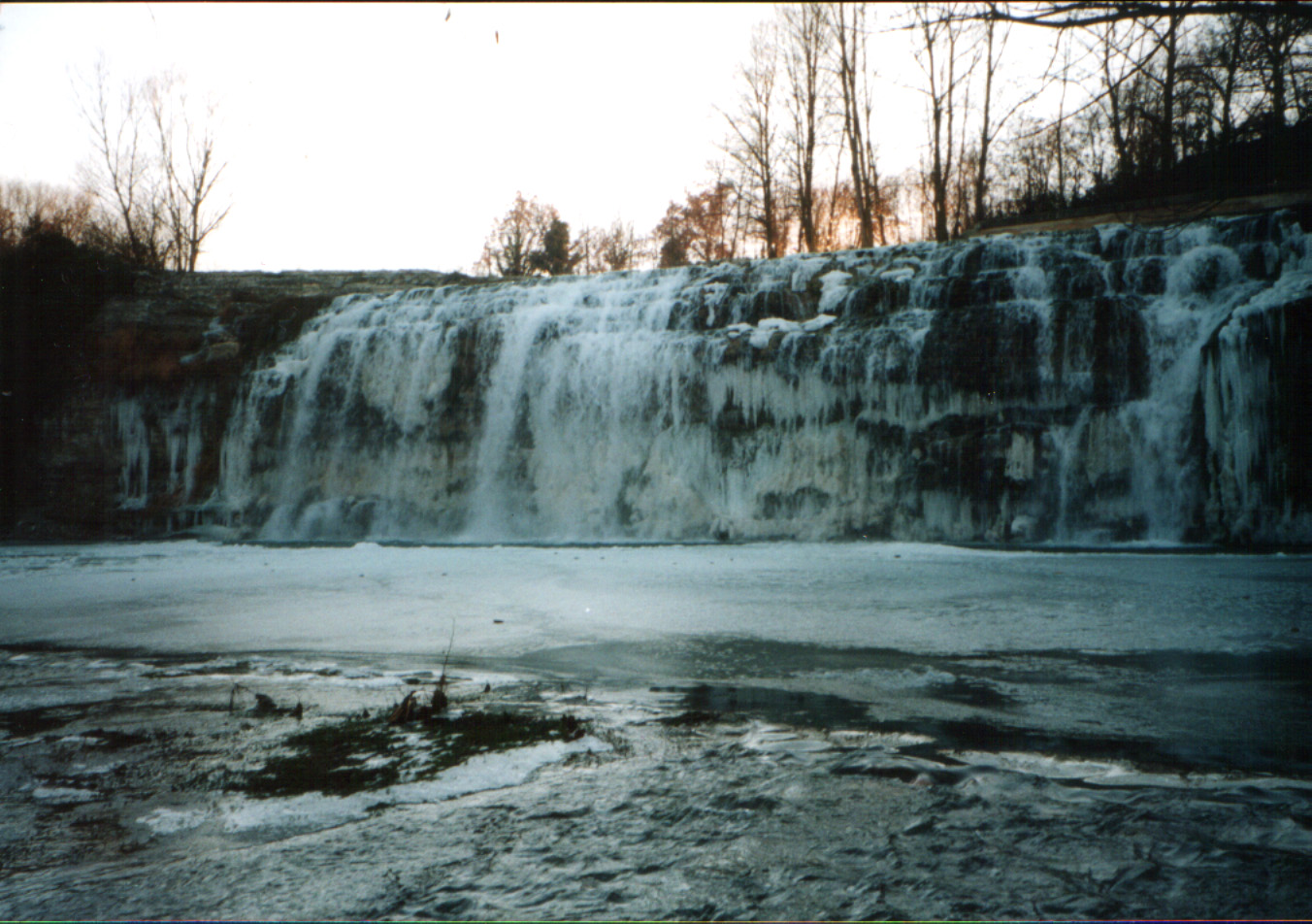
Cascata del Sasso.

- Cascata del Sasso

## Società

### Evoluzione demografica
Abitanti censiti

### Etnie e minoranze straniere
Secondo i dati ISTAT al 1º gennaio 2023 la popolazione straniera residente era di 410 persone e rappresentava il 10,5% della popolazione residente. Le comunità straniere più numerose sono:
1. Pakistan, 144 (35,12%)
2. Cina, 90 (21,95%)
3. Romania, 41 (10,00%)
4. Marocco, 32 (7,80%)
5. Macedonia del Nord, 29 (7,07%)
6. Moldavia, 24 (5,85%)

### Religione
La confessione maggioritaria nel Comune è quella cristiano cattolica, ma vi sono anche altre minoranze, molte (come quella islamica o quella cristiano ortodossa) legate all'etnie che si sono stabilite nel territorio negli ultimi decenni.
Chiesa cattolica
Verso il VI secolo, già l'antica città romana era stata elevata a sede vescovile, fino alla sua distruzione da parte dei Goti. La città tornò ad essere sede vescovile nel 1636, quando Papa Urbano VIII istituì la diocesi di Sant'Angelo in Vado-Urbania, in cui le due sedi furono unite aeque principaliter. Nel 1977 la diocesi fu unita in persona episcopi con l'Arcidiocesi di Urbino (all'epoca arcidiocesi metropolitana); anche se già dal 1965 la sede diocesana, rimasta vacante, fu amministrata dall'arcivescovo di Urbino. Fino al 1986, quando fu costituita un'unica diocesi (metropolitana fino al 2000).

## Cultura

### Istruzione

#### Biblioteche
- Biblioteca comunale - ecclesiastica "V. Lanciarini - I. Dini", è stata fondata nel 1954 ma dal 2013 è stata spostata nell'Oratorio San Francesco, dove occupa uno spazio di 150 mq. Si compone di due sale con dieci posti, due postazioni multimediali ed una sala dedicata ai giovani. Possiede un patrimonio di circa 6.757 volumi, con vari fondi antichi, come il fondo musicale Agostino Mercuri (371 volumi), quello dell'ex Biblioteca Capitolare (3.420 volumi), quello dell'ex biblioteca del Seminario (5.073 volumi) e quello dell'ex biblioteca dei Cappuccini (803 volumi). Comprende anche l'archivio storico comunale.[27]

#### Scuole
- Istituto Comprensivo, composto da tre scuole dell'infanzia (due nei comuni di Mercatello sul Metauro e Borgo Pace), tre primarie (due nei comuni di Mercatello sul Metauro e Borgo Pace) e due secondarie di primo grado (una nel comune di Mercatello sul Metauro).[28]

#### Musei
- Museo civico ecclesiastico. È ospitato all'interno della chiesa di Santa Maria extra muros.
- Palazzo Mercuri. Ospita il Museo Demoantropologico "I Vecchi Mestieri" e il Museo archeologico "Tifernum Mataurense".
- Museo MBA

### Cinema
Film girati a Sant'Angelo in Vado:
- Rossini! Rossini! (1991), una scena in piazza Pio XII.

### Eventi
- Mostra nazionale del Tartufo bianco[29], si svolge nel centro storico, nel mese di ottobre, dal 1963.[30][31]

## Economia

### Agricoltura
Fa parte dell'associazione nazionale Città del Tartufo.

### Artigianato
Tra le attività economiche più tradizionali, diffuse e importanti vi sono quelle artigianali, come la lavorazione e l'arte della ceramica e della maiolica.

## Amministrazione
| Periodo           | Periodo           | Primo cittadino   | Partito                                                       | Carica                  | Note          |
| ----------------- | ----------------- | ----------------- | ------------------------------------------------------------- | ----------------------- | ------------- |
| 15 marzo 1988     | 7 giugno 1990     | Daniele Montecchi | Indipendente                                                  | Sindaco                 | [ 34 ]        |
| 8 giugno 1990     | 10 aprile 1993    | Daniele Montecchi | Partito Comunista Italiano Partito Democratico della Sinistra | Sindaco                 | [ 34 ]        |
| 4 giugno 1993     | 23 aprile 1995    | Marco Tombi       | Indipendente                                                  | Sindaco                 | [ 34 ]        |
| 24 aprile 1995    | 13 giugno 1999    | Luigi Antoniucci  | Partito Popolare Italiano                                     | Sindaco                 | [ 34 ]        |
| 14 giugno 1999    | 13 giugno 2004    | Luigi Antoniucci  | Centro                                                        | Sindaco                 | [ 34 ]        |
| 14 giugno 2004    | 7 giugno 2009     | Settimio Bravi    | Forza Italia                                                  | Sindaco                 | [ 34 ]        |
| 8 giugno 2009     | 26 maggio 2014    | Settimio Bravi    | Insieme per Sant'Angelo (Centro-destra)                       | Sindaco                 | [ 34 ]        |
| 27 maggio 2014    | 31 maggio 2015    | Antonio Angeloni  |                                                               | Commissario prefettizio | [ 34 ] [ 36 ] |
| 1º giugno 2015    | 22 settembre 2020 | Giannalberto Luzi | Coltiviamo il futuro (Centro-destra)                          | Sindaco                 | [ 34 ]        |
| 22 settembre 2020 | in carica         | Stefano Parri     | Patto per Sant'Angelo in Vado (Centro-sinistra)               | Sindaco                 | [ 34 ] [ 37 ] |

### Gemellaggi
- Mar del Plata, dal 1998[38].

## Sport

### Calcio
Le squadre di calcio del paese sono due, la storica Vadese che milita in Prima Categoria e la ASD Santangiolese che gioca in Seconda Categoria e che schiera inoltre una squadra femminile nel campionato regionale di serie C.
La formazione locale di calcio a 5 maschile è denominata Asd Vado C5 e disputa il campionato di Serie D marchigiana.